# Viện Quan hệ Quốc tế về Quốc phòng (Việt Nam)
Viện Quan hệ Quốc tế về Quốc phòng trực thuộc Bộ Quốc phòng là cơ quan nghiên cứu tình hình quốc phòng, an ninh của khu vực và quốc tế; tham mưu cho Bộ Quốc phòng Việt Nam về công tác đối ngoại quốc phòng; đồng thời, trực tiếp tổ chức và tham gia các hội nghị, hội thảo, diễn đàn an ninh đa phương và đối thoại an ninh song phương trong khu vực và quốc tế.

## Lịch sử
- Ngày 21 tháng 12 năm 2002, thành lập Viện Quan hệ Quốc tế về Quốc phòng.[5]

## Lãnh đạo hiện nay
- Viện trưởng: Đại tá Dương Quý Nam
- Phó Viện trưởng: Đại tá Nguyễn Lê Phương
- Phó Viện trưởng: Đại tá Lương Văn Mạnh
- Phó Viện trưởng: Thượng tá Tạ Quang Thanh

## Tổ chức
- Phòng Tham mưu
- Ban Chính trị
- Phòng Hành chính-Hậu cần
- Ban Tài chính
- Tạp chí Quan hệ Quốc phòng
- Phòng 1
- Phòng  2
- Phòng  3

## Viện trưởng qua các thời kỳ
- Vũ Tiến Trọng, Thiếu tướng